# Quarantine
Quarantine er en amerikansk gyserfilm fra 2008 instrueret af John Erick Dowdle med Jennifer Carpenter, Jay Hernandez, Steve Harris, Rade Šerbedžija, Greg Germann, Bernard White, og Johnathon Schaech i hovedrollerne. Filmen er en genindspilning af den spanske gyser REC og er næsten en hel skud for skud genindspilning med et par undtagelser såsom tilføjede scener og dialog. Den er filmet i "fundne optagelser"-stil og blev udgivet 10. oktober 2008 af Screen Gems. Filmen har ikke filmmusik, men kun lydeffekter. Filmen modtog en blandet reaktion fra kritikere.

## Medvirkende
- Jennifer Carpenter – Angela Vidal
- Steve Harris – Scott Percival
- Jay Hernández – Jake
- Dania Ramirez – Sadie
- Rade Serbedzija – Yuri Ivanov
- Elaine Kagan – Wanda Marimon
- Greg Germann – Lawrence
- Bernard White – Bernard
- Columbus Short – Danny Wilensky
- Johnathon Schaech – George Fletcher
- Sharon Ferguson – Jwahir
- Jermaine A. Jackson – Nadif
- Marin Hinkle – Kathy
- Joey King – Briana
- Denis O'Hare – Randy
- Jeannie Epper – Sra. Espinoza
- Doug Jones – Niña Medeiros